# Lac Dusaux
Lac Dusaux är en sjö i Kanada.   Den ligger i regionen Nord-du-Québec och provinsen Québec, i den östra delen av landet, 600 km norr om huvudstaden Ottawa. Lac Dusaux ligger 201 meter över havet. Arean är 10,6 kvadratkilometer. Den sträcker sig 6,1 kilometer i nord-sydlig riktning, och 9,0 kilometer i öst-västlig riktning.
Trakten runt Lac Dusaux är nära nog obefolkad, med mindre än två invånare per kvadratkilometer.